# Ingenried
Ingenried település Németországban, azon belül Bajorországban. Lakosainak száma 1115 fő (2023. december 31.). Ingenried Altenstadt (Oberbayern) és Schwabbruck községekkel határos.

## Népesség
A település népessége az elmúlt években az alábbi módon változott:
| Lakosok száma | 422  | 828  | 664  | 687  | 960  | 989  | 1035 | 1051 | 1081 | 1115 |
|               | 1875 | 1950 | 1975 | 1987 | 2012 | 2014 | 2016 | 2017 | 2021 | 2023 |